# Diastyloides ornatus
Diastyloides ornatus is een zeekommasoort uit de familie van de Diastylidae. De wetenschappelijke naam van de soort is voor het eerst geldig gepubliceerd in 1974 door Reyss.